# Józef Białek
Józef Białek (ur. 11 marca 1957 w Baranowicach) – polski przedsiębiorca, wydawca i działacz polityczny.

## Życiorys

### Wykształcenie
W 1982 ukończył Akademię Wychowania Fizycznego we Wrocławiu.

### Działalność zawodowa i polityczna
Od 1978 współpracował z Studenckim Komitetetem Solidarności we Wrocławiu. Od 1979 zajmował się drukowaniem wydawnictw niezależnych. W październiku 1980 był współzałożycielem Niezależnego Zrzeszenia Studentów na AWF we Wrocławiu. od tego samego roku zajmował się organizowaniem druku wydawnictw opozycyjnych.
Po ogłoszeniu stanu wojennego zajął się organizowaniem podziemnych struktur wydawniczych publikujących pisma m.in. Akademickiego Ruchu Oporu,  NZS, Solidarności Walczącej oraz licznych organizacji młodzieżowych. Od 1982 prowadził własne wydawnictwo podziemne, które ze względów konspiracyjnych używało różnych nazw, a od 1985 funkcjonowało jako wydawnictwo Wektory. Jego nakładem ukazały się m.in. Duch nadchodzącego czasu Mirosława Dzielskiego (1985, 1989), Wolność i zniewolenie (1988) i Droga do niewolnictwa (1989) Friedricha von Hayeka, Wyznania jednego prawdziwego konserwatysty Irvinga Kristola (1987, pierwszy nakład został w całości zatrzymany przez SB w 1985), Myśli staroświeckiego Polaka Piotra Wierzbickiego (1986), Kapitalizm i moralność Adama Krzyżanowskiego, Państwo w cywilizacji łacińskiej Feliksa Konecznego (1988).
W latach 80. był wydawcą efemerycznych pism propagujących idee liberalno-konserwatywne, m.in. Dziś (trzy numery w 1985 i numer specjalny w 1988), CDN-Koliber (dwa numery w styczniu i lutym 1985), Zeszyty Liberałów (trzy numery pod koniec 1985), Koliber. Konserwatywno-liberalne pismo młodzieży (trzy numery na przełomie 1985 i 1986), wydał także Wyznania neokonserwatysty Irvinga Kristola (1985). Należał do pomysłodawców pisma Stańczyk, publikował na łamach tego pisma pod pseudonimami M. Bielski i J. Wygdyński. W latach 1987–1989 był prezesem oficjalnie działającej spółdzielni remontowo-budowlanej INEL-R, która zajmowała się także wydawaniem pism II obiegu Replika (pismo środowiska Solidarności Walczącej i wrocławskich liberałów) i Biuletyn Dolnośląski. W 1988 został prezesem Dolnośląskiego Towarzystwa Gospodarczego. Współpracował wówczas blisko z Mirosławem Dzielskim.
Od 1983 był wielokrotnie zatrzymywany, przesłuchiwany, poddawany rewizjom, wzywany na rozmowy ostrzegawcze. W październiku 1985 został zatrzymany w czasie przewożenia dużej liczby książek podziemnych i skazany przez kolegium ds. wykroczeń na karę grzywny oraz konfiskatę samochodu. 
W latach 1982–1983 pracował jako nauczyciel w szkole podstawowej w Kątach Wrocławskich. Od 1983 do 1987 był nauczycielem w Zespole Szkół Przemysłu Spożywczego we Wrocławiu. W latach 1987–1989 nauczyciel w Zespole Szkół Kolejowych we Wrocławiu. 
W 1989 był współzałożycielem i prezesem Spółdzielni INR we Wrocławiu. Od 1989 właścicielem przedsiębiorstwa Wektory, które kontynuowało działalność wydawniczą i zajmowało się m.in. handlem zagranicznym. Od 1989 do 1992 działał w Unii Polityki Realnej, był wiceprezesem dolnośląskiego oddziału UPR. W 1991 był współzałożycielem Towarzystwa Prywatyzacyjnego. Od 2001 jest wydawcą miesięcznika (później kwartalnika) „Opcja na Prawo”.

## Publikacje
- Czas spekulantów: wzlot i upadek polskiej przedsiębiorczości, Wydawnictwo Wektory, Wrocław 2014, ISBN 978-83-65842-20-6[12]
- Czas niewolników. Jak świat stał się własnością kilku korporacji, Wydawnictwo Wektory, Wrocław 2019, ISBN 978-83-65842-19-0[13]
- COVID-19 Globalna mistyfikacja, Wydawnictwo Wektory, Wrocław 2021, ISBN 978-83-65842-53-4[14]
- Czas na prawdę. O historii, polityce i nowym porządku świata, Wrocław 2022, ISBN 978-83-65842-79-4[15]